# Линия Намбу
Линия Намбу (яп. 南武線 намбу-сэн) — железнодорожная линия японского железнодорожного оператора East Japan Railway Company, протянувшаяся от станции Татикава, расположенной в городе Татикава в Токио, до станции Кавасаки, расположенной в городе Кавасаки префектуры Канагава.

## История
Линия была построена частной компанией Nambu Railway в пять этапов с 1927 по 1930 годы:
- 27 марта, 1927: Кавасаки — Ноборито
- 1 ноября, 1927: Ноборито — Омару (Минами-Тама)
- 11 декабря, 1928: Омару — Бубайгавара
- 11 декабря, 1929: Бубайгавара — Татикава
- 25 марта, 1930: Ситтэ — Хама-Кавасаки

С самого начала линия была электрифицирована. Основными грузом для перевозок на линии первоначально был гравий с реки Тама. Когда линия достигла Татикавы и была соединена с линией Омэ основным видом груза стал известняк. Линия контролировалась Дзайбацу Асано, которая использовала её для транспортировки известняка на свой завод в Кавасаки миную государственные линии.
1 апреля 1944 года линия была национализирована и вошла в состав компании Japanese Government Railways как линия Намбу, в составе которой оставалась до 1987 года, в котором эта компания была разделена и приватизирована.
Послевоенный рост Токио превратил сельскохозяйственные угодья располагавшиеся вдоль линии в застроенные пригородные жилые районы, что многократно увеличило число пассажиров на линии. С другой стороны, с открытием линии Мусасино в 1976 году, сильно уменьшился грузовой трафик, а в 1998 году грузовые перевозки на линии были полностью прекращены (кроме ответвления от основной линии).
15 декабря 1969 года было открыто скорое сообщение между станциями Кавасаки и Ноборито с остановками на станциях Мусами-Косуги и Мусаси-Мидзонокути, но после пересмотра расписания 2-го октября 1978 года оно было прекращено. Через 33 года, 9 апреля 2011 года, скорое сообщение по линии было восстановлено — с небольшим опозданием от первоначально запланированной даты — 12 марта. Задержка была вызвана сильным землетрясением.

## Станции

### Основная линия
Скорые составы не останавливаются на станциях Ситтэ, Яко, Хирама, Мукай, Цудаяма, Кудзи и Сюкугавара. Местные составы останавливаются на всех станциях.
| Станция            | Японское название | Расстояние (км) | Расстояние (км) | Пересадки                                                                    | Расположение | Расположение |
| Станция            | Японское название | Между станциями | Всего           | Пересадки                                                                    | Расположение | Расположение |
| ------------------ | ----------------- | --------------- | --------------- | ---------------------------------------------------------------------------- | ------------ | ------------ |
| Кавасаки           | 川崎              | -               | 0.0             | Линия Токайдо, Линия Кэйхин-Тохоку Линия Кэйкю, Линия Дайси (Кэйкю-Кавасаки) | Кавасаки     | Канагава     |
| Ситтэ              | 尻手              | 1.7             | 1.7             | Ответвление линии Намбу (до Хама-Кавасаки)                                   | Кавасаки     | Канагава     |
| Яко                | 矢向              | 0.9             | 2.6             |                                                                              | Иокогама     | Канагава     |
| Касимада           | 鹿島田            | 1.5             | 4.1             |                                                                              | Кавасаки     | Канагава     |
| Хирама             | 平間              | 1.2             | 5.3             |                                                                              | Кавасаки     | Канагава     |
| Мукайгавара        | 向河原            | 1.3             | 6.6             |                                                                              | Кавасаки     | Канагава     |
| Мусаси-Косуги      | 武蔵小杉          | 0.9             | 7.5             | Линия Йокосука, Линия Сёнан-Синдзюку Линия Тоёко, Линия Мэгуро               | Кавасаки     | Канагава     |
| Мусаси-Накахара    | 武蔵中原          | 1.7             | 9.2             |                                                                              | Кавасаки     | Канагава     |
| Мусаси-Синдзё      | 武蔵新城          | 1.3             | 10.5            |                                                                              | Кавасаки     | Канагава     |
| Мусаси-Мидзонокути | 武蔵溝ノ口        | 2.2             | 12.7            | Линия Дэнъэнтоси (Мидзонокути)                                               | Кавасаки     | Канагава     |
| Цудаяма            | 津田山            | 1.2             | 13.9            |                                                                              | Кавасаки     | Канагава     |
| Кудзи              | 久地              | 1.0             | 14.9            |                                                                              | Кавасаки     | Канагава     |
| Сюкугавара         | 宿河原            | 1.3             | 16.2            |                                                                              | Кавасаки     | Канагава     |
| Ноборито           | 登戸              | 1.1             | 17.3            | Линия Одавара                                                                | Кавасаки     | Канагава     |
| Наканосима         | 中野島            | 2.2             | 19.5            |                                                                              | Кавасаки     | Канагава     |
| Инададзуцуми       | 稲田堤            | 1.3             | 20.8            | Линия Сагамихара (Кэйо-Инададзуцуми)                                         | Кавасаки     | Канагава     |
| Янокути            | 矢野口            | 1.6             | 22.4            |                                                                              | Инаги        | Токио        |
| Инаги-Наганума     | 稲城長沼          | 1.7             | 24.1            |                                                                              | Инаги        | Токио        |
| Минами-Тама        | 南多摩            | 1.4             | 25.5            | Линия Тамагава (Корэмаса)                                                    | Инаги        | Токио        |
| Футю-Хоммати       | 府中本町          | 2.4             | 27.9            | Линия Мусасино                                                               | Футю         | Токио        |
| Бубайгавара        | 分倍河原          | 0.9             | 28.8            | Линия Кэйо                                                                   | Футю         | Токио        |
| Нисифу             | 西府              | 1.2             | 30.0            |                                                                              | Футю         | Токио        |
| Яхо                | 谷保              | 1.6             | 31.6            |                                                                              | Кунитати     | Токио        |
| Ягава              | 矢川              | 1.4             | 33.0            |                                                                              | Кунитати     | Токио        |
| Ниси-Кунитати      | 西国立            | 1.3             | 34.3            |                                                                              | Татикава     | Токио        |
| Татикава           | 立川              | 1.2             | 35.5            | Линия Тюо, Линия Омэ Tama Toshi Monorail (Татикава-Кита, Татикава-Минами)    | Татикава     | Токио        |

### Ответвление
- Все станции расположены в префектуре Канагава.
- Разъезд доступен на станции Кавасаки-Симмати.

| Станция          | Японское название | Расстояние (км) | Расстояние (км) | Пересадки                                                                    | Расположение | Расположение |
| Станция          | Японское название | Между станциями | Всего           | Пересадки                                                                    | Расположение | Расположение |
| ---------------- | ----------------- | --------------- | --------------- | ---------------------------------------------------------------------------- | ------------ | ------------ |
| Ситтэ            | 尻手              | -               | 0.0             | Линия Намбу (основная), Линия Намбу (грузовая ветка)                         | Кавасаки     |              |
| Хаттёнаватэ      | 八丁畷            | 1.1             | 1.1             | Линия Кэйкю Линия Токайдо грузовая ветка (до Цуруми)                         | Кавасаки     |              |
| Кавасаки-Симмати | 川崎新町          | 0.9             | 2.0             |                                                                              | Кавасаки     |              |
| Хама-Кавасаки    | 浜川崎            | 2.1             | 4.1             | Линия Цуруми, Линия Токайдо грузовая ветка (до грузового терминала Кавасаки) | Кавасаки     |              |

### Грузовая ветка
"пересечение Ситтэ" (яп. 尻手短絡線 ситтэ танраку сэн) соединяет станцию Ситтэ с ярдом Син-Цуруми на линии Токайдо (Линия Хинкаку) и линией Мусасино.

### Закрытые ветки
- Яко — Кавасаки-Гаси: открыта в 1927, закрыта в 1972
- Мукайгавара — Син-Цуруми: открыта в 1929, закрыта в 1973

## Подвижной состав

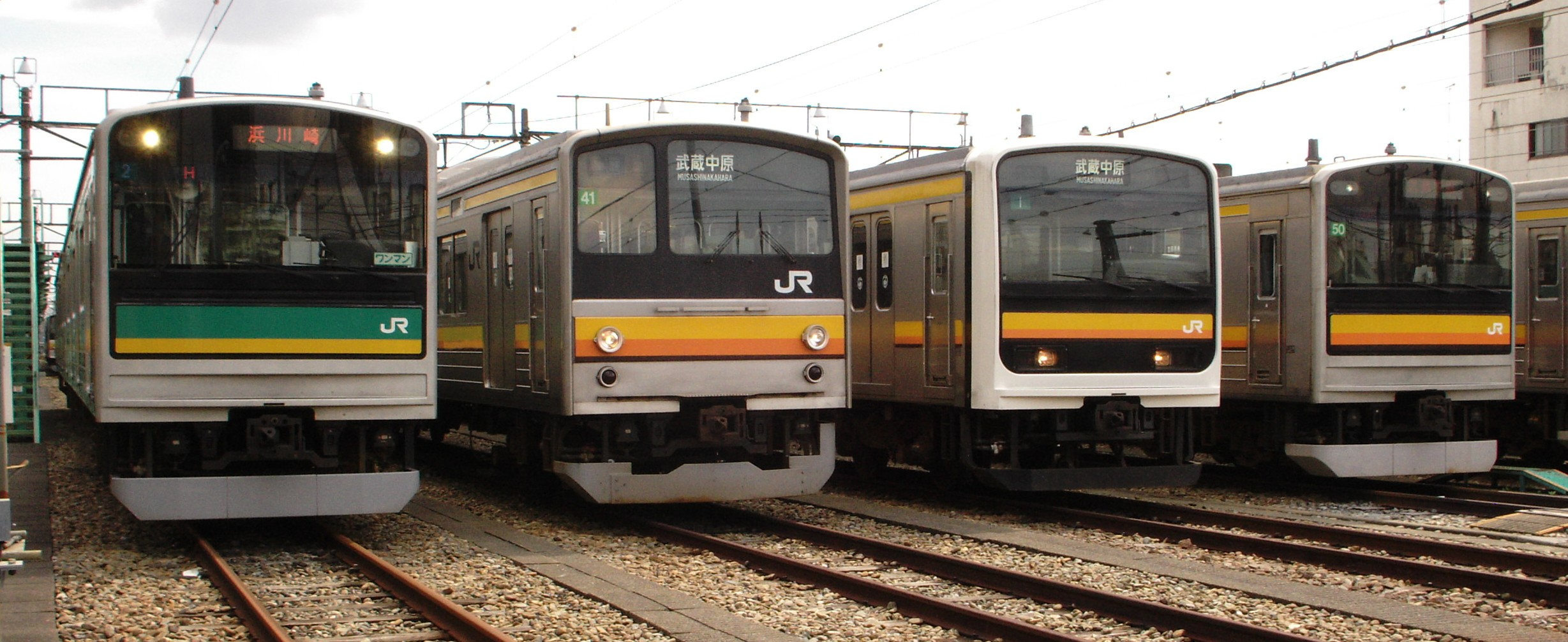
Подвижной состав линии Намбу

### Нынешний
Подвижной состав линии Намбу базируется в Депо Накахара.
- 205-0 series 6--вагонные электрички (с марта 1989)
- 205-1200 series 6--вагонные электрички (с 2004)
- Two 209 series 6--вагонные электрички (с апреля 1993)
- Two 205-1000 series 2--вагонные электрички (на ответвлении, с августа 2002)

### Использованный в прошлом
- 72 series 4/6-вагонные электрички (с 1963 по 1978)
- 101 series 4/6--вагонные электрички (с 1969 поянварь 1991)
- 103 series 6--вагонные электрички (с 1982 по декабрь 2004)
- 101 series 2--вагонные электрички (на ответвлении, по ноябрь 2003)